# Gregorio Rosa Chávez
José Gregorio Rosa Chávez (Sociedad, Morazán, 3 de setembre de 1942) és un bisbe catòlic salvadoreny.

## Biografia
Realitzà els seus estudis primers a partir del segon gran al poble de Sociedad, departament de Morazán. A causa de les limitacions d'aquest poblet es veié obligat a traslladar-se a Jocoro per poder continuar els seus estudis. L'any 1957 ingressà al seminari menor de San José de la Montaña, on continuà els seus estudis fins a l'any 1961. Continuà els seus estudis en filosofia i teologia al Seminari Central de San José de la Montaña de San Salvador (1962 – 1964; 1966 – 1969).
S'ordenà prevere el 24 de gener de 1970 a la catedral de Sant Miquel de El Salvador, de mans de José Eduardo Álvarez Ramírez, c.m., bisbe de San Miguel. Posteriorment va obtenir la llicenciatura en comunicació social a la Universitat Catòlica de Lovaina (Bèlgica) (1973–1976).
Durant 1965 treballà al Seminari Menor de San Miguel. Entre els anys 1970 i 1973 va ser el secretari episcopal de la diocesi de San Miguel, rector de l'església de El Rosario a San Miguel, i assessor espiritual en diverses associacions pietoses i moviments d'apostolat seglar. Entre 1971 i 1973 va ser director dels mitjans de comunicació social de la diòcesi de San Miguel: Radio Paz i Semanario Chaparrastique. Entre els anys 1977 i 1982 va ser professor de teologia i rector del Seminari Central de San José de la Montaña, on havia estudiat per a ser ordenat. Entre 1979 i 1982 va ser membre de la Junta Directiva de l'Organització de Seminaris Llatinoamericans.
El 17 de febrer de 1982 va ser nomenat bisbe auxiliar de l'arquebisbat de San Salvador. Actualment presideix Caritas per a l'Amèrica Llatina i el Carib.
El 21 de maig de 2017, en acabar el Regina Cœli, el Papa Francesc anuncià que crearia Gregorio Rosa Chávez, bisbe auxiliar de la diòcesi, cardenal, al consistori a celebrar el 28 de juny següent. Es tracta del primer bisbe auxiliar creat cardenal des del 16 de desembre de 1935, quan Pius XI creà cardenal el bisbe auxiliar de París, Alfred-Henri-Marie Baudrillart; així com el primer salvadoreny en ingressar al Col·legi Cardenalici